# Babelomurex oldroydi
Babelomurex oldroydi är en snäckart som först beskrevs av I. S. Oldroyd 1929.  Babelomurex oldroydi ingår i släktet Babelomurex och familjen Coralliophilidae. Inga underarter finns listade i Catalogue of Life.